# Hirschgraben (Anlauter)
Der Hirschgraben ist ein rechter Zufluss der Anlauter bei Nennslingen im mittelfränkischen Landkreis Weißenburg-Gunzenhausen.

## Verlauf
Der Hirschgraben entspringt auf einer Höhe von 526 m ü. NHN beim Austritt aus dem Hirschbrunnen am westlichen Ortsrand von Nennslingen auf einer Hochfläche der Weißenburger Alb, einem Höhenzug der Fränkischen Alb. Er fließt beständig in nordöstliche Richtung. Der Hirschgraben mündet nach einem Lauf von etwa 0,9 Kilometern auf einer Höhe von 517 m ü. NHN westlich von Nennslingen von rechts in die Anlauter. Der Bach durchquert während seines gesamten Verlaufs eine weite Offenlandschaft.